# Sido Makmur (Kaba Wetan)
Sido Makmur is een bestuurslaag in het regentschap Kepahiang van de provincie Bengkulu, Indonesië. Sido Makmur telt 339 inwoners (volkstelling 2010).